# Edmund Darch Lewis
Pour les articles homonymes, voir Lewis.
Edmund Darch Lewis, né le 17 octobre 1835 à Philadelphie dans l'État de la Pennsylvanie, aux États-Unis, et décédé le 12 août 1910 dans la même ville, est un peintre luministe de la Hudson River School, connu pour ces paysages.

## Biographie
Edmund Darch Lewis naît à Philadelphie dans l'État de Pennsylvanie en 1835. À l'âge de quinze ans, il commence à suivre les cours du peintre Paul Weber. À l'âge de dix-neuf ans, il expose pour la première fois à la Pennsylvania Academy of the Fine Arts.
Au cours de sa carrière, il parcourt régulièrement le Nord-Est des États-Unis ou il peint de nombreux tableaux de paysages et de marines. Il visite notamment les six états de la région de la Nouvelle-Angleterre ainsi que les états de la Pennsylvanie, du New Jersey et de New York et passe de nombreux étés dans la chaîne des Montagnes Blanches dans le New Hampshire. Il visite également l'île de Cuba et le Canada. Peintre luministe, il est de la deuxième génération de  l'Hudson River School.
Il décède à Philadelphie en 1910. 

## Dans les collections muséales
Ses œuvres sont notamment visibles ou conservées à la Pennsylvania Academy of the Fine Arts et au Woodmere Art Museum de Philadelphie, au Lancaster Museum of Art de Lancaster, au Musée d'Art et jardins de Cummer de Jacksonville, au Worcester Art Museum de Worcester, au Reading Public Museum (en) de West Reading, au Mobile Museum of Art de Mobile, au National Cowboy & Western Heritage Museum d'Oklahoma City et au Museum of Arts and Sciences (en) de Daytona Beach.

## Œuvres

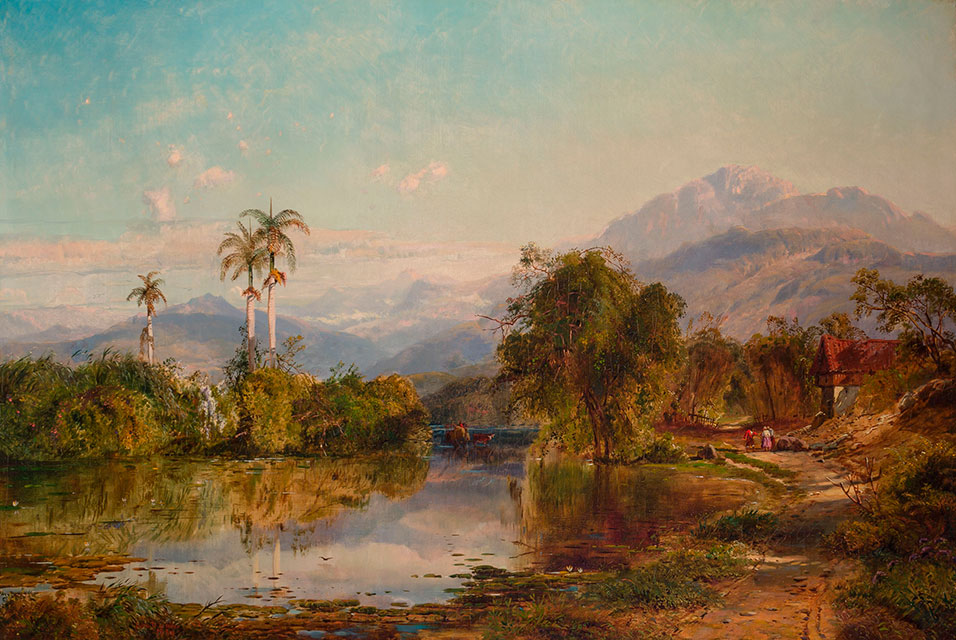
View of Cuba, 1860
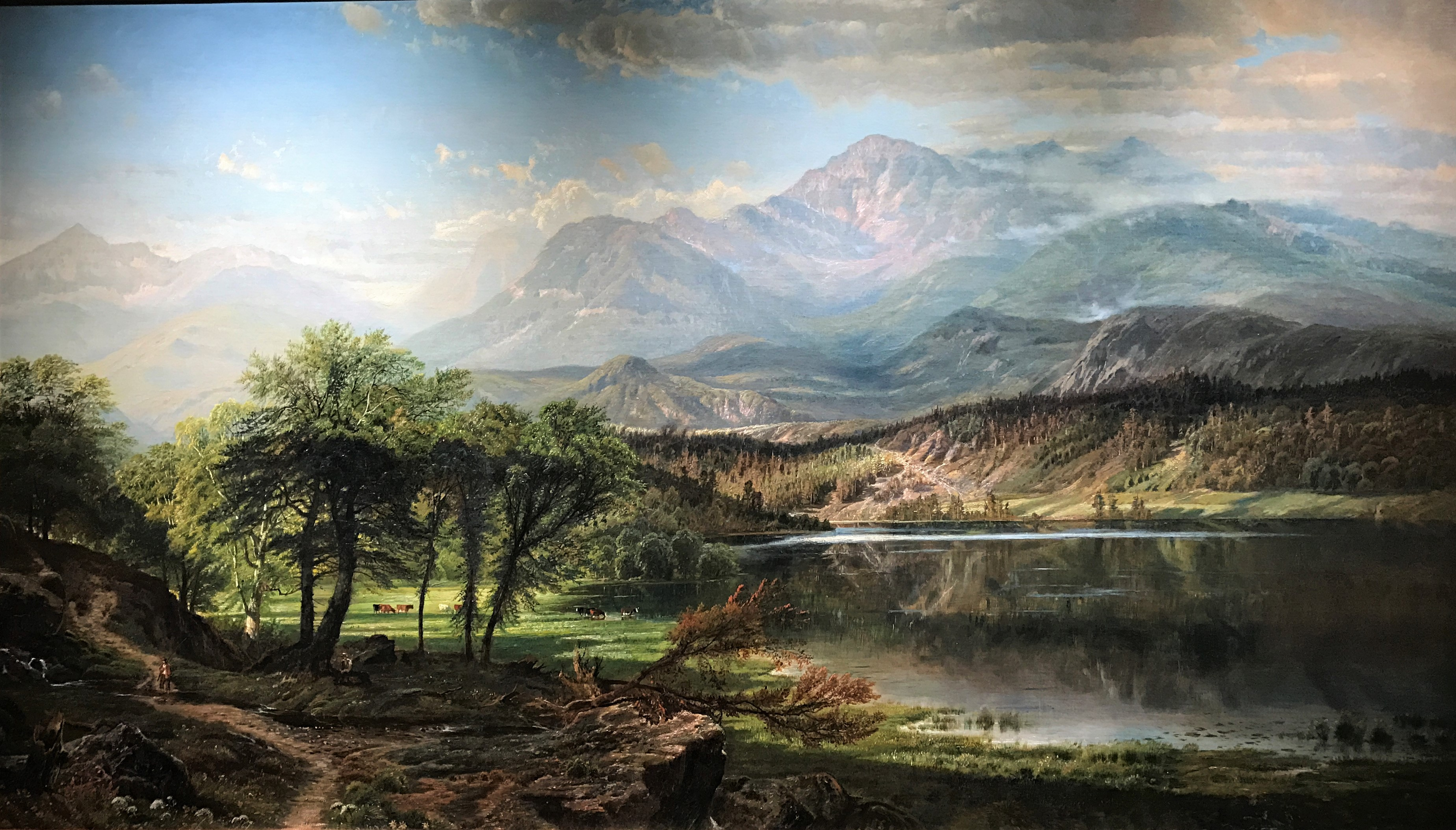
Mount Washington, New Hampshire, sans date
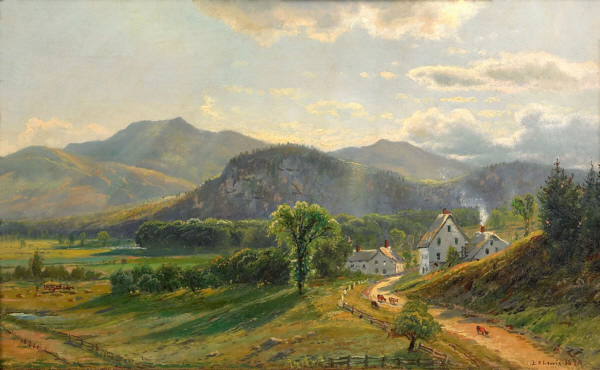
Moat Mountain, 1870
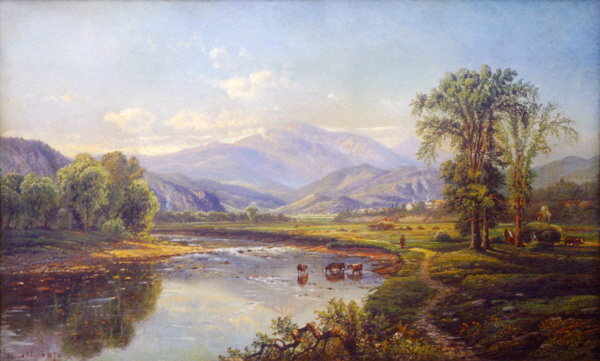
Mount Washington and the Saco River from the North Conway Intervale, 1870
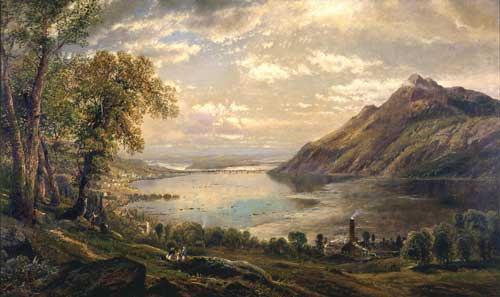
The Susquehanna at Duncannon, 1872, Lancaster Museum of Art
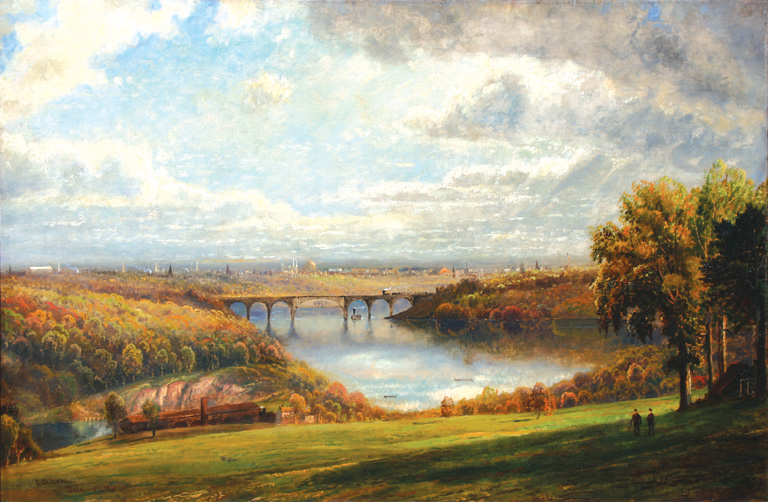
A View of Philadelphia from Belmont, 1873
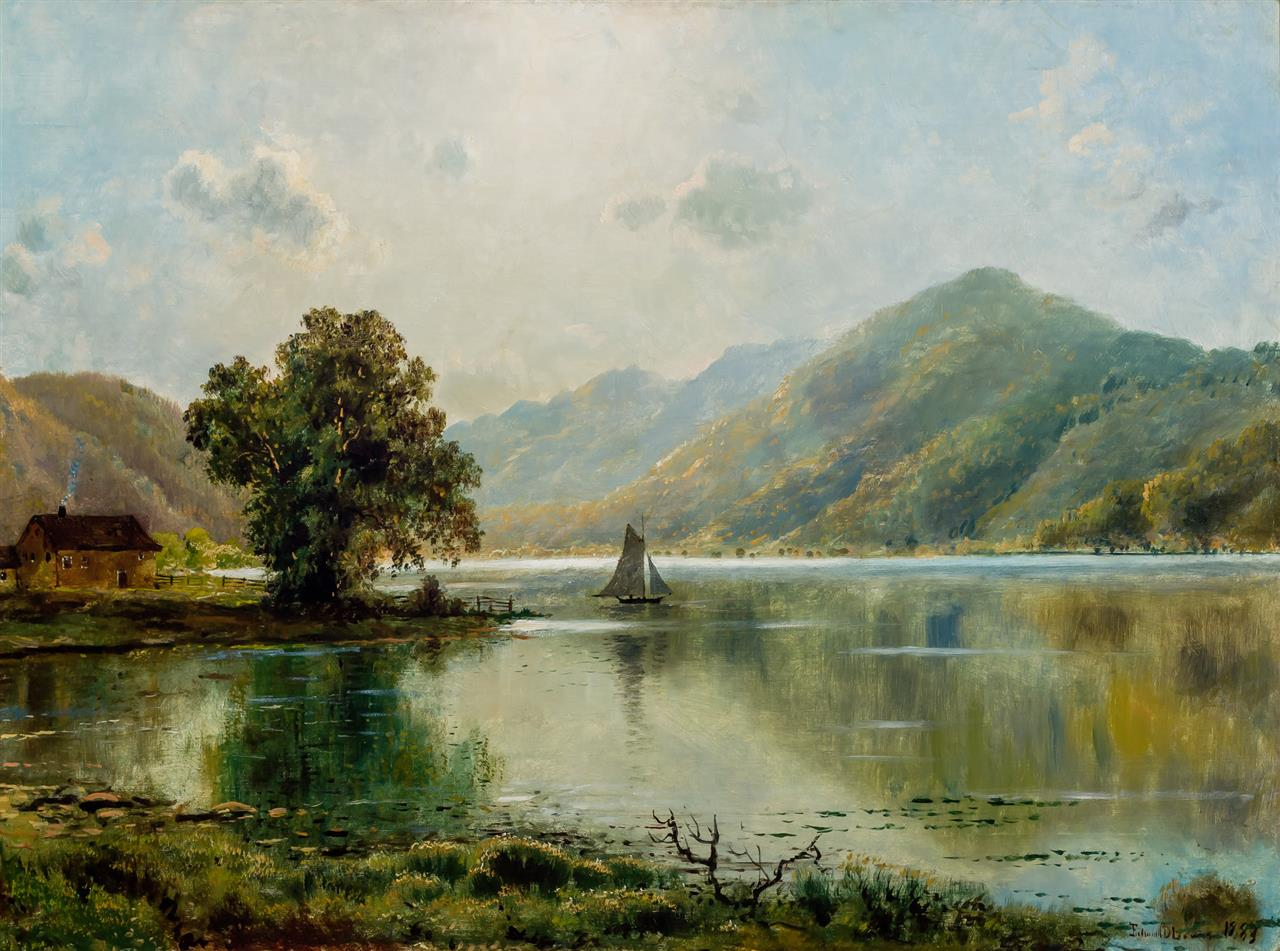
River Landscape, Lake George, 1883
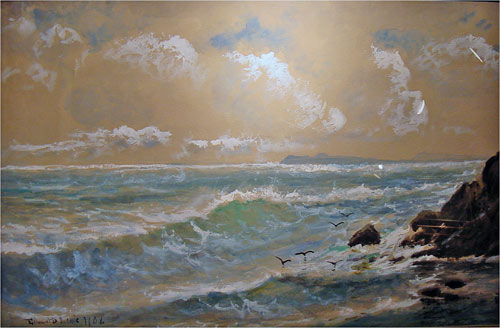
Seascape, 1906